# Francusko-Polskie Towarzystwo Kolejowe
Francusko-Polskie Towarzystwo Kolejowe Spółka Akcyjna (FPTK SA; fr. Compagnie Franco-Polonaise de Chemins de Fer) – celowa spółka akcyjna powstała w 1931 dla zrealizowania budowy i eksploatacji magistrali węglowej Śląsk – Gdynia.

## Historia
Po odzyskaniu niepodległości w 1918 Polska stanęła przed trudnym zadaniem odbudowy transportu kolejowego. Potrzeby gospodarcze i polityczne (m.in. wojna celna między Polską a Niemcami) zadecydowały o budowie linii kolejowej łączącej Śląsk z Gdynią. Rozmach tego przedsięwzięcia inwestycyjnego i skala nakładów dorównywała takim inwestycjom jak budowy portu w Gdyni czy Centralnego Okręgu Przemysłowego.
Za początek realizacji tych planów należy uznać decyzję w randze ustawy Sejmu z dnia 23 kwietnia 1925, upoważniającą rząd do budowy dwóch pierwszorzędnych, normalnotorowych linii kolejowych użytku publicznego, jednej na północy kraju, od stacji kolejowej Bydgoszcz do Gdyni i drugiej na południu, relacji Kalety – Herby Nowe – Wieluń Dąbrowa – Podzamcze k. Wieruszowa.
Budowa magistrali węglowej do 1930 r. odbywała się na koszt państwa. Po zaistnieniu jesienią 1928 r. światowego kryzysu gospodarczego, pojawiły się trudności z ukończeniem inwestycji ze środków bieżących PKP. W tej sytuacji rząd polski oddał budowę środkowego odcinka magistrali specjalnie powołanemu do życia Francusko-Polskiemu Towarzystwu Kolejowemu S.A. (fr. Compagnie Franco-Polonaise de Chemins de Fer). Spółka powstała 21 kwietnia 1931 w Paryżu. Udziałowcami byli: ze strony polskiej Bank Gospodarstwa Krajowego, a ze strony francuskiej Banque des Pays du Nord oraz koncern metalurgiczno-zbrojeniowy Schneider et Creusot, wchodzący od 1924 w skład Konsorcjum Francusko-Polskiego do budowy portu w Gdyni. Był on również udziałowcem kilku kopalń i hut górnośląskich i z tego powodu był zainteresowany budową portu i usprawnieniem eksportu węgla drogą morską do Francji, uniezależniającej się w ten sposób od dostaw węgla niemieckiego.
Kapitał założycielski wynosił 15 mln franków. Towarzystwo przejęło od Ministerstwa Komunikacji odcinki magistrali węglowej Herby Nowe – Inowrocław i magistrali węglowej Nowa Wieś Wielka – Bydgoszcz Wschód Towarowa – Gdynia Port w celu dokończenia ich budowy i eksploatacji oraz odgałęzienie z Chorzewa Siemkowic do Wyczerp, w celu całkowitej budowy i eksploatacji (Dz.U. nr 40 poz. 350). Towarzystwo miało eksploatować linię przez 40 lat, przy czym rządowi polskiemu przysługiwało prawo wykupu po 20 latach. Zastrzeżono w umowie, że kolej będzie budowana przy użyciu materiałów krajowych i zatrudnieniu polskich robotników. Kolej polska miała zagwarantowaną swobodę ruchu na magistrali, a Ministerstwo Komunikacji duże uprawnienia w zakresie eksploatacji kolei. Spółka zobowiązała się do świadczeń na rzecz przewozów pocztowych i wojskowych na tych samych zasadach, co PKP.
W celu sfinansowania inwestycji Towarzystwo zobowiązało się zaciągnąć pożyczkę w banku francuskim, której rząd polski był tylko poręczycielem. Była to najtańsza pożyczka długoterminowa, jaką wówczas można było otrzymać, oprocentowanie jej wynosiło 9,3% rocznie. Transakcja pożyczkowa polegała na tym, że spółka zobowiązała się emitować na rynku francuskim obligacje na sumę 1100 mln franków. Wysokość emisji pierwszej raty pożyczki została ustalona na 400 mln franków i zrealizowana w maju 1931. Następne dwie raty pożyczki nie doszły do skutku w przewidzianym terminie (do 1 maja 1932 – 300 mln franków i do 1 maja 1934 – 400 mln franków) z powodu niekorzystnego stanu rynku pieniężnego we Francji.
1 marca 1933 Francusko-Polskie Towarzystwo Kolejowe oddało do użytku środkowy odcinek magistrali Karsznice – Inowrocław o długości 156 km, co zapoczątkowało tymczasową eksploatację nowo wybudowanej magistrali węglowej na całej jej długości. Jednak normalny ruch na trasie rozpoczął się dopiero w 1937. W kwietniu 1939 oddano do użytku odnogę magistrali Siemkowice – Częstochowa oraz drugi tor na odcinku Siemkowice – Karsznice o długości 50 km. Towarzystwo wybudowało również warsztaty kolejowe w Karsznicach i Kapuściskach Małych k. Bydgoszczy.
W latach 1933–1937 z uwagi na brak funduszy koniecznych do zakupu taboru, Towarzystwo oddało magistralę węglową do tymczasowej eksploatacji PKP. W tych latach zyski osiągane z jej eksploatacji wykazywały stały wzrost, stanowiąc poważną pozycję w dochodach PKP. Z dniem 1 stycznia 1938 magistrala węglowa przeszła pod zarząd i użytkowanie Francusko-Polskiego Towarzystwa Kolejowego. Skarb państwa korzystał z zysków przewozów na tej trasie w kwocie ok. 12 mln zł rocznie, na co składały się podatki i dywidendy.
W celu zapewnienia ścisłej współpracy z działalnością portu gdyńskiego w sierpniu 1938 Towarzystwo weszło w skład Rady Portu. Kierownikiem Ekspozytury Dyrekcji Francusko-Polskiego Towarzystwa Kolejowego w Gdyni był inż. Oktawiusz Nelard. Funkcję prezesa Rady Zarządu Towarzystwa pełnił Francuz Charles Laurent, a pierwszym zastępcą był Polak – Julian Piasecki. Od 1936 r. siedziba dyrekcji Towarzystwa mieściła się w budynku Dyrekcji Kolei w Bydgoszczy, a Zarząd Kolei Herby-Gdynia został wyłączony spod gestii poszczególnych dyrekcji okręgowych PKP.